# Луций Валерий Септимий Бас
Луций Валерий Септимий Бас (на латински: Lucius Valerius Septimius Bassus; 328 – 379/383) е политик на Римската империя. Той е praefectus urbi на Рим през 379 или 383 г.
Син е на Луций Валерий Максим Василий (консул 327 г.) и първата му съпруга Септимия, дъщеря на Септимий Бас. Полубрат е на Валерий Максим Василий (praefectus urbi 361 – 363 г.) и на Валерия, която става християнка с брака си с Руфий Меций Плацид.
Жени се за Аделфия (* 340), дъщеря на Клодий Целсин Аделфий (praefectus urbi 351 г.) и християнската поетеса Фалтония Бетиция Проба. Двамата имат около 360 г. син Валерий Аделфий Бас (vir consularis и consul. Venet. 383 или 392 г.).